# Philippe Cambie
Philippe Cambie   (Pesenàs, 21 de gener de 1962 - Castèunòu dau Papa, 18 de desembre de 2021), fou un enòleg francès empleat pel grup ICV (Institut Coopératif du Vin) del sud de la vall del Roine, reconegut per la premsa per haver treballat per a la reactivació dels vins del Roine.

## Biografia
Philippe Cambie fou fill d'Yves Cambie i de Jacqueline Blasco Villalonga. Va créixer a la finca Montplaisir de Castelnòu de Guers, és propietat del seu pare.
Va obtenir primer un títol universitari de tecnologia (DUT) en indústria alimentària a Montpeller, i després va passar a l'Escola Nacional d'Indústries Agrícoles i Alimentàries. Durant els seus estudis, va aprofundir en els seus coneixements de microbiologia per tal d'augmentar el domini dels processos d'elaboració del vi. Va completar la seva formació amb un diploma d'enologia, obtingut a la Facultat de Farmàcia de Montpeller l'any 1986.
Després de nombroses experiències en la indústria del vi, des de l'embotellament al Vaucluse fins al comerç al Bordolès i al nord de França,i el comerç al sud de França fins a dominar la producció al Rosselló, va iniciar l'any 1998 una activitat de consultoria dins del Grup ICV/VVS on encara treballava el 2021. El sector de la Vall del Roine del grup ICV es va desenvolupar a principis dels anys 2000 per passar de 2 a 8 enòlegs i enginyers agrònoms consultors i es va traslladar a Baumas amb una capacitat de 1000 anàlisis diàries.
Amb més de 70 viticultors independents al sud de la vall del Roine, Espanya, Macedònia i Romania, Philippe Cambie també es va convertir en consultor del Cellier des Princes l'any 2017, l'únic celler cooperatiu de la denominació Castèunòu dau Papa.
Philippe Cambie va ser un enòleg reconegut internacionalment. El 2010, va ser coronat enòleg de l'any per Robert Parker. L'any següent, la revista Wine Enthusiast el va situar entre els cinc enòlegs de l'any. Amb una gran cultura enòfila, va intervenir com a enòleg més particularment en els vins del sud de la vall del Roine, de Castèunòu dau Papa i de la varietat Garnatxa.
Philippe Cambie també va ser jugador de rugbi.
Va morir sobtadament el 18 de desembre de 2021 als 59 anys a casa seva de Castèunòu dau Papa. En l'anunci d'agraïment posterior a la seva mort, publicat a la premsa regional, es va dir que el seu cos descansa al cava familiar amb el seu pare i amb una ampolla de Castèunòu dau Papa.